# Ruellieae
Ruellieae es una tribu de la familia Acanthaceae, subfamilia Acanthoideae que tiene las siguientes subtribus:

## Subtribus
- Andrographinae
- Barleriinae
- Justiciinae
- Ruelliinae